# Зазубрин, Владимир Яковлевич
Влади́мир Я́ковлевич Зазу́брин (настоящая фамилия Зубцов; 25 мая (6 июня) 1895 года, Пенза — 28 сентября 1937, Москва) — русский писатель, сценарист и редактор, очеркист. Репрессирован в 1937 году, посмертно реабилитирован в 1957 году.

## Биография
Отец работал на железной дороге, участвовал в революционном движении. Мать занималась домашним хозяйством. В 1906 семья переехала в Сызрань, где будущий писатель учился в гимназии, участвовал в большевистском подполье.
В 1916 году был арестован за революционную пропаганду. После освобождения в августе 1917 мобилизован в армию и направлен в Павловское военное училище в Петрограде.
После Октябрьской революции отправился в Сызрань и в августе 1918 попал по мобилизации в Оренбургское военное училище, которое после захвата города РККА было эвакуировано в Иркутск. После десятимесячной учёбы получил чин подпоручика. С лета 1919 служил в колчаковской армии.
В октябре перешёл к красным, а в конце года перенёс сыпной тиф. В Канске, где он выздоравливал в доме своей будущей жены, он и написал свой первый роман «Два мира», о котором положительно отзывались Ленин и Максим Горький. Роман зачитывали вслух в воинских частях.

Это, вероятно, первое столь объёмное произведение в литературе советского периода представляет собой не художественный текст со сквозным действием, а мозаикообразную хронику времён гражданской войны в Сибири. Автор весьма тенденциозно, в партийном духе изображает Белую армию: в романе много натуралистических сцен, жестокости, много символики и резких контрастов.
— Вольфганг Казак
После выздоровления работал в канской армейской газете «Красная звезда», писал очерки, корреспонденции, рассказы. В 1922 году демобилизовался из армии, а в 1923 году стал «председателем и секретарём» недавно созданного журнала «Сибирские огни».
В 1923 году Зазубрин написал повесть «Щепка» о работе ЧК и красном терроре. Основой повести послужили беседы автора с сотрудниками ЧК, непосредственными участниками и исполнителями «красного террора» в Сибири. Она была опубликована только в 1989 году. Повесть «Общежитие» (1923 год) была подвергнута разгромной критике Г. Лелевичем: «У нас не было ещё такого позорного, отвратительного, слюнявого пасквиля на революцию, на коммунистическую партию».
В журнале «Сибирские огни» Зазубрин проработал ответственным секретарём 6 лет — до 1928 года, участвовал в становлении советской литературы в Сибири. Он много ездил по этому региону, стягивал для работы в журнале писателей и поэтов со всей Сибири.
В 1928 году входил в редакционную коллегию новосибирского журнала «Настоящее». В этом же году был исключён из ВКП(б) за участие во внутрипартийной оппозиции.
Е. Пермитин, живший в то время в Барнауле, вспоминал:
«Я знал, что Зазубрин, даже яростнее, чем директор Сибкрайиздата Басов, по всем городам и весям стягивал к „Сибирским огням“ талантливых поэтов, прозаиков и критиков… Ещё в Усть-Каменогорске я получил от Зазубрина письмо, в котором он интересовался сотрудниками литературного отдела „Охотника Алтая“ и предложил обмениваться журналами».
Поддержал Зазубрин и известного алтайского учителя А. Топорова.
С 1928 года до конца жизни Зазубрин работал в Москве, в Гослитиздате и журнале «Колхозник». Здесь же был написан и опубликован в «Новом мире» (1933), а через год отдельным изданием его роман «Горы», о коллективизации на алтайском материале. С 1934 по 1936 год — редактор литературно-художественного отдела журнала «Колхозник». Одним из первых получил государственную дачу в писательском посёлке Переделкино.
В 1937 году с женой был арестован органами НКВД за принадлежность к диверсионно-террористической организации правых. 28 сентября 1937 года был расстрелян. 

## Некрография
Реабилитирован в 1957 году.

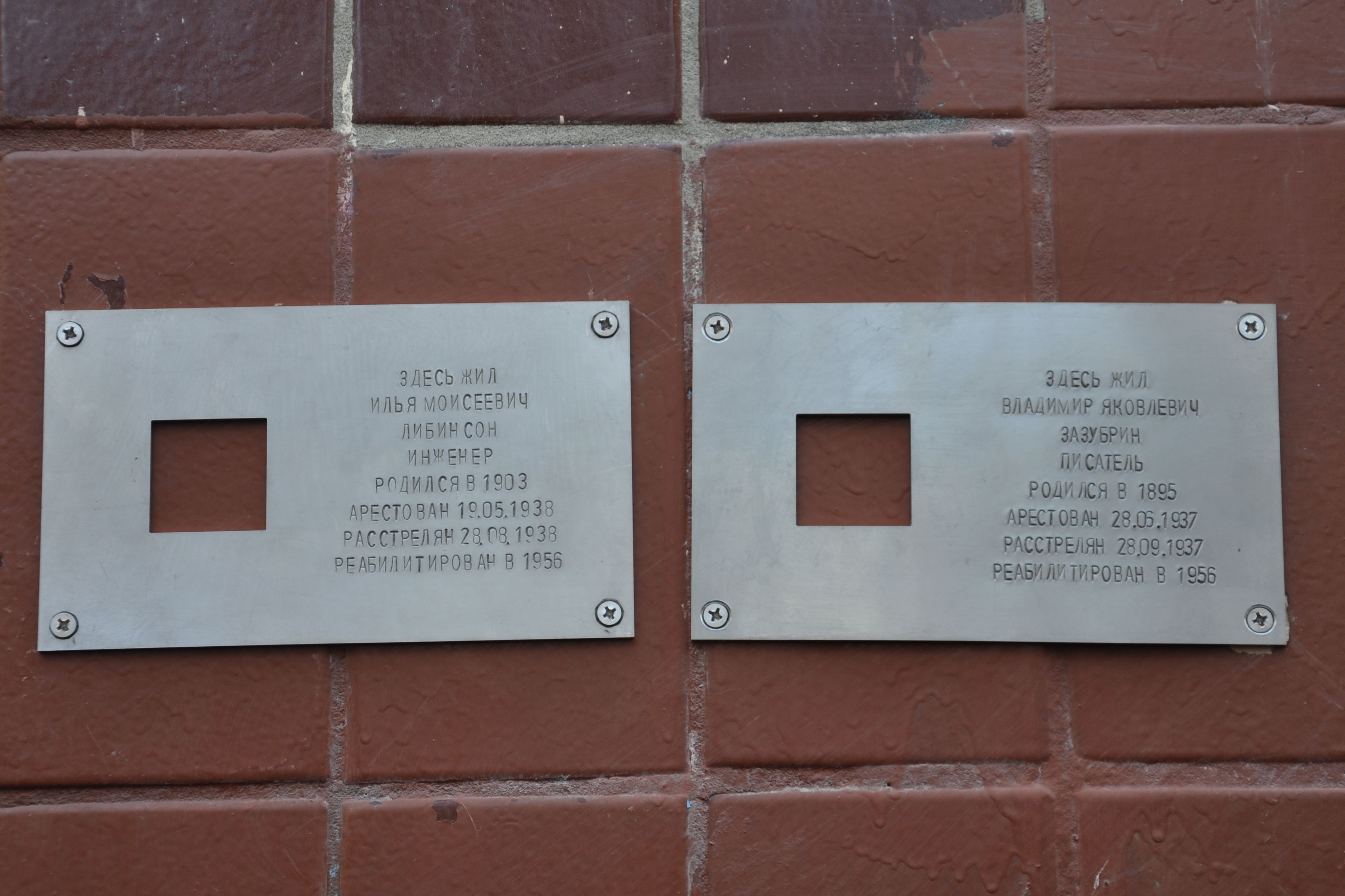
Последний адрес на доме, в котором жил Владимир Зазубрин

17 апреля 2016 года в Москве на фасаде дома 15/25 по Сивцеву Вражеку был установлен мемориальный знак «Последний адрес» Владимира Яковлевича Зазубрина.
После косметического ремонта фасада в 2021 году все таблички знака «Последний адрес» были утрачены.

## Произведения
- «Два мира» (1921) — роман-хроника о разгроме колчаковцев, первый советский роман[6][7].
- «Бледная правда» (1923)
- «Общежитие» (1923)
- «Щепка» (1923, опубликована 1989) — о чекистах. Повесть экранизирована в 1992.
- «Горы» (1933) — посвящён драматическим событиям на Алтае в 1920-е годы
- «Последние дни» (1936) — воспоминания о М. Горьком.

## Сценарии
Зазубрин написал сценарии для фильмов:
- «Избушка на Байкале» — Фильм снимался летом 1925 года в посёлке Кырен Тункинского аймака Бурят-Монгольской АССР[8]. Фильм не сохранился[9].
- «Красный газ» — фильм 1924 года, повествующий о борьбе большевистских партизан против войск Белого движения в Сибири.

## Экранизация
- «Чекист» (1992) — художественный фильм Александра Рогожкина по мотивам повести «Щепка».

## Роман Зазубрина «Горы» в зеркале критики
Роман этот я ценю весьма высоко, будучи убеждён, что автору удалось написать произведение именно эпического тона и что вместе с книгой Шолохова это — весьма удачный шаг вперед нашей литературы. Наш реализм должен быть именно героико-эпическим, для того чтобы преодолеть «золаизм» и натурализм и дать подлинно художественное отражение действительности. Мне кажется, что Зазубрин в этом направлении сделал шаг дальше Шолохова.
— Из письма М. Горького Б. М. Волгину.

Прочитал рукопись внимательно, нахожу, что эти главы [об истории алтайских коммун] написаны очень хорошо, читаются с огромным интересом и наполнены той ценнейшей, тяжкой, зверской правдой, которую должны знать дети об отцах своих.
— Из письма М. Горького И. М. Гронскому, редактору «Нового мира».

…Зазубрин, несмотря на очевидные «перехлёсты», подчёркивая исконность человеческих страстей, их первозданность, всем арсеналом своих излюбленных приёмов добивается крупномасштабности в воспроизведении и природы, и действующих лиц, и событий. Он каждый раз напоминает: речь идёт не только об отдельном человеке, а о человечестве, о его будущем в постоянном сопряжении с той природной средой, которая его породила.
— Из статьи Н. Яновского «Жизнь и творчество Владимира Зазубрина».

В. Зазубрин, немало размышлявший о революции и быте, о любви и положении женщины в нашем обществе, создает в романе «Горы» обаятельные образы людей, строящих свои отношения на равноправных началах.
— Из статьи Н. Яновского «Жизнь и творчество Владимира Зазубрина».